# Genoneopsylla bisinuata
Genoneopsylla bisinuata är en loppart som beskrevs av Liu Lienchu, Chang Wenfe et Liu Chuan 1980. Genoneopsylla bisinuata ingår i släktet Genoneopsylla och familjen mullvadsloppor. Inga underarter finns listade i Catalogue of Life.